# Zosterornis
Zosterornis is een geslacht van zangvogels binnen de familie Zosteropidae (brilvogels) en telt vijf soorten.

## Soorten
- Zosterornis hypogrammicus – Palawanboomtimalia
- Zosterornis latistriatus – Panayboomtimalia
- Zosterornis nigrorum – Negrosboomtimalia
- Zosterornis striatus – Gestreepte boomtimalia
- Zosterornis whiteheadi – Whiteheads boomtimalia